# Água Azul do Norte
Água Azul do Norte es un municipio brasileño del estado del Pará. Se localiza a una latitud 06º47'28" sur y a una longitud 50º28'01" oeste, estando a una altitud de 1 m s. n. m.. Su población estimada en 2004 era de 30.156 habitantes.
Posee un área de 7658,7 km².

## Administración
- Prefecto: Renan Lopes Souto (2005/2008)
- Teniente de Alcalde:
- Presidente de la cámara: (2007/2008)